# Pont en béton précontraint
Un pont en béton précontraint est un pont dont la structure porteuse (arc ou poutre), est en béton précontraint. Un pont dont le tablier est en béton précontraint, mais qui serait haubané ou suspendu n’est pas considéré comme un pont en béton précontraint et est classé dans les ponts à haubans ou pont suspendus.

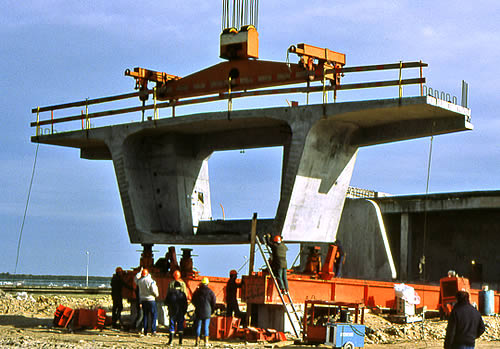
Voussoir du pont de l'île de Ré

## Histoire

### Débuts de la précontrainte
C'est dans les dernières années du XIXe siècle qu'on commence à utiliser le béton armé, matériau composite où le béton reprend les efforts de compression alors que les armatures en acier travaillent en traction. Mais comme le béton ne peut pas s’allonger autant que les armatures, des micro-fissures apparaissent à leur voisinage et il ne reprend que partiellement son état initial lorsque la charge est enlevée. Ces micro-fissures sont des voies privilégiées d’entrée de l’eau dans la structure qui peut à terme subir de graves dommages.
Pour éviter ces problèmes, Eugène Freyssinet (1879-1962) a l'idée de pré-comprimer le béton. En 1908, à Moulins (Allier), il expérimente ce procédé en construisant une arche d'essais de 50 mètres dont les culées sont reliées l'une à l'autre par un tirant de section environ triple de celle de la voûte, et précontraint sous 2 500 tonnes. Il parle alors de « précompression permanente des bétons ». Il n'utilisera le mot « précontrainte » qu'en 1933. Ce tirant est le premier de tous les ouvrages en béton précontraint.
Dans les années qui suivent, il poursuit ses recherches sur ce matériau nouveau et sur le béton dont il va découvrir la déformation lente : le béton se resserre et se raccourcit pendant des mois voire des années.
En 1928, il décide de se consacrer entièrement à l'objectif de faire du béton précontraint une réalité industrielle. Pour ce faire, il doit prendre un brevet. Son ami Jean Charles Séailles (1883-1967), qu'il a connu au cours de la guerre de 14, auteur de nombreuses inventions et habitué à déposer des brevets, lui propose de l'aider. En octobre 1928, ils déposent un brevet en nom commun qui définit le principe de la précontrainte et le procédé de mise en œuvre par pré-tension et fils adhérents. Eugène Freyssinet démontre l'efficacité de sa technique en 1934, en sauvant la gare maritime du Havre, alors en cours de construction sur des
remblais non stabilisés et qui s'enfonce progressivement. Il fera de même en Algérie en 1936 dans l'usine de fabrication de tuyaux de l'oued Fodda, spécialisée dans les conduites étanches sous des pressions d'eau élevées.
Ce procédé éveille l’intérêt du directeur de l’entreprise Wayss & Freytag en Allemagne. Le premier pont en béton précontraint est ainsi construit en 1938, d’après les plans de Freyssinet, à Oelde, sur l’autoroute de Dortmund à Hanovre. Il est suivi en 1941 d’un autre pont, sous autoroute, à une cinquantaine de kilomètres à l’est de Wroclaw (alors Breslau), en direction de Katowice pour le franchissement de la Neisse. Long de 42 mètres, cet ouvrage était en 1994 encore en parfait état.
En 1939, Eugène Freyssinet invente le cône d’ancrage et le vérin de mise en tension. Il s’agit d’une avancée majeure qui va faciliter la mise en tension des armatures et permettre ainsi la précontrainte d’ouvrages de toutes sortes et de toutes dimensions. Ce type de précontrainte est appelé précontrainte par posttension.

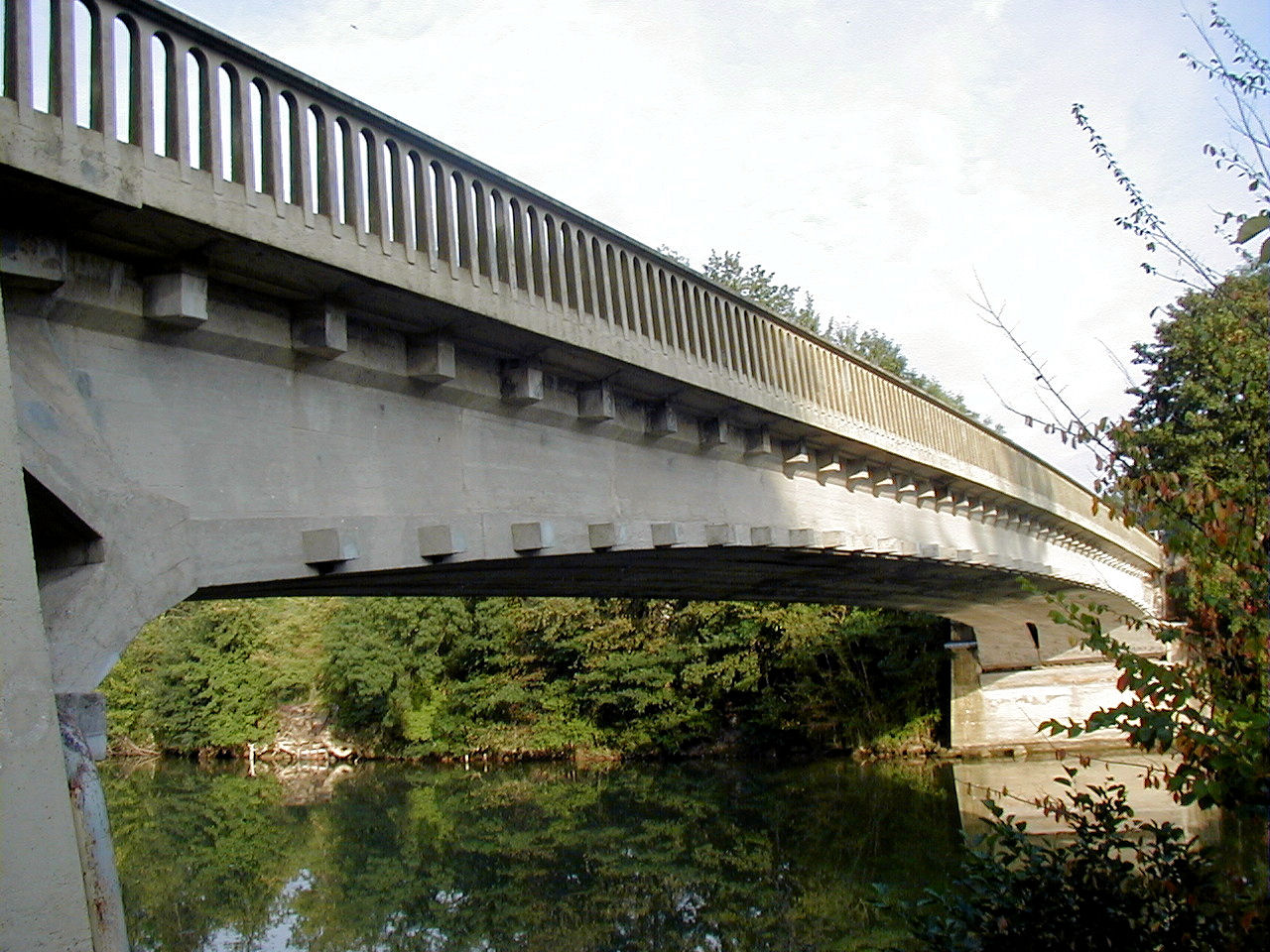
Pont de Luzancy

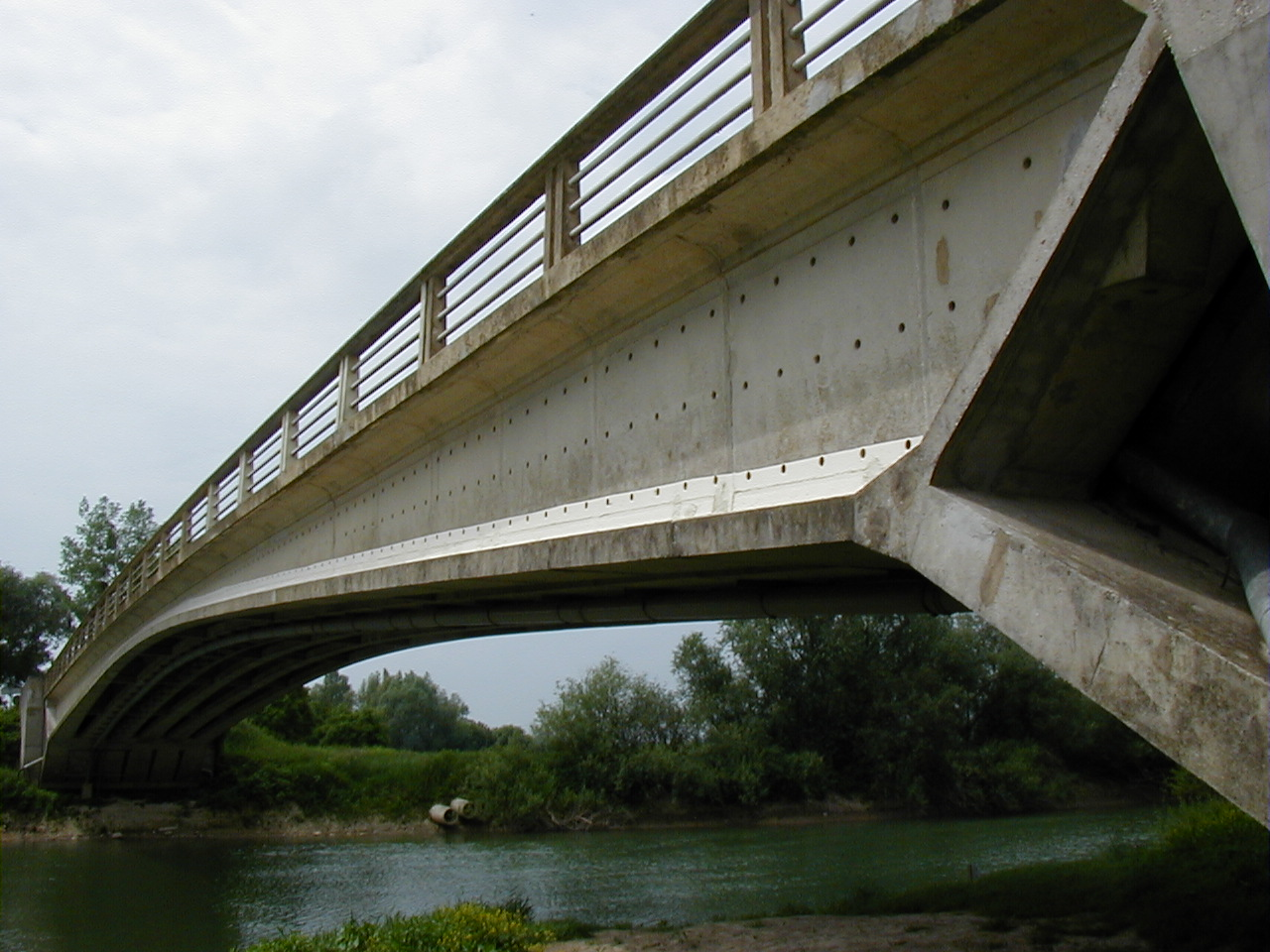
Pont de Trilbardou

Eugène Freyssinet construit peu d’ouvrages pendant la guerre : un pont de 10 m à Elbeuf-sur-Andelle en 1942, un autre de 20 m à Longroy et une passerelle ferroviaire dans le Pas-de-Calais, mais surtout le pont de Luzancy qui est inauguré le 2 mai 1946. L’ouvrage ne dispose que d’un gabarit de 1,30 mètre pour une portée de 54 mètres. Seul un pont suspendu pouvait répondre aux contraintes. Grâce à la précontrainte, Eugène Freyssinet peut proposer un arc extrêmement tendu. Le tablier est supporté par trois poutres-caissons, composées chacune de 22 voussoirs préfabriqués aux abords de l’ouvrage puis assemblés et tendus par post-tension,. Entre 1947 et 1950 va être construite par Eugène Freyssinet et Campenon-Bernard la série de 5 ponts identiques sur la Marne de 74 mètres de portée à Esbly, Ussy-sur-Marne, Changis-sur-Marne, Trilbardou et Annet-sur-Marne (Seine-et-Marne).
Edme Campenon avait créé en 1943 la Société technique pour l’utilisation de la précontrainte (STUP) pour donner à Freyssinet l’autonomie nécessaire et lui permettre d’exploiter ses brevets avec d’autres entreprises. Dans les années 1945 à 1950, une petite dizaine de ponts de dimensions moyennes (20 à 50 m) sont construits, tous situés dans les Pyrénées orientales et la région grenobloise, certains par Sainrapt et Brice, mais aussi par l’entreprise Pascal, Dalberto et d’autres. Eugène Freyssinet remporte ensuite un concours pour construire plusieurs ponts sur la Marne qui sont construits entre 1949 et 1950.
Un nouveau procédé est breveté au début des années 1950 par l’entreprise Edmond Coignet et est expérimenté au pont de Vaux-sur-Seine. Jusqu’alors la mise en tension des câbles de pré-contrainte se faisait par ancrage à une extrémité et traction puis ancrage à l’autre. Or le déplacement obtenu peut être assez important et plus la poutre est longue, plus les frottements peuvent modifier la distribution des tensions. Les Constructions Coignet imaginèrent d’ancrer les câbles aux deux extrémités puis de réaliser la précontrainte par écartement. Ce procédé supposait le passage des câbles dans le vide du caisson, ce qui sera appelé ultérieurement la précontrainte extérieure.

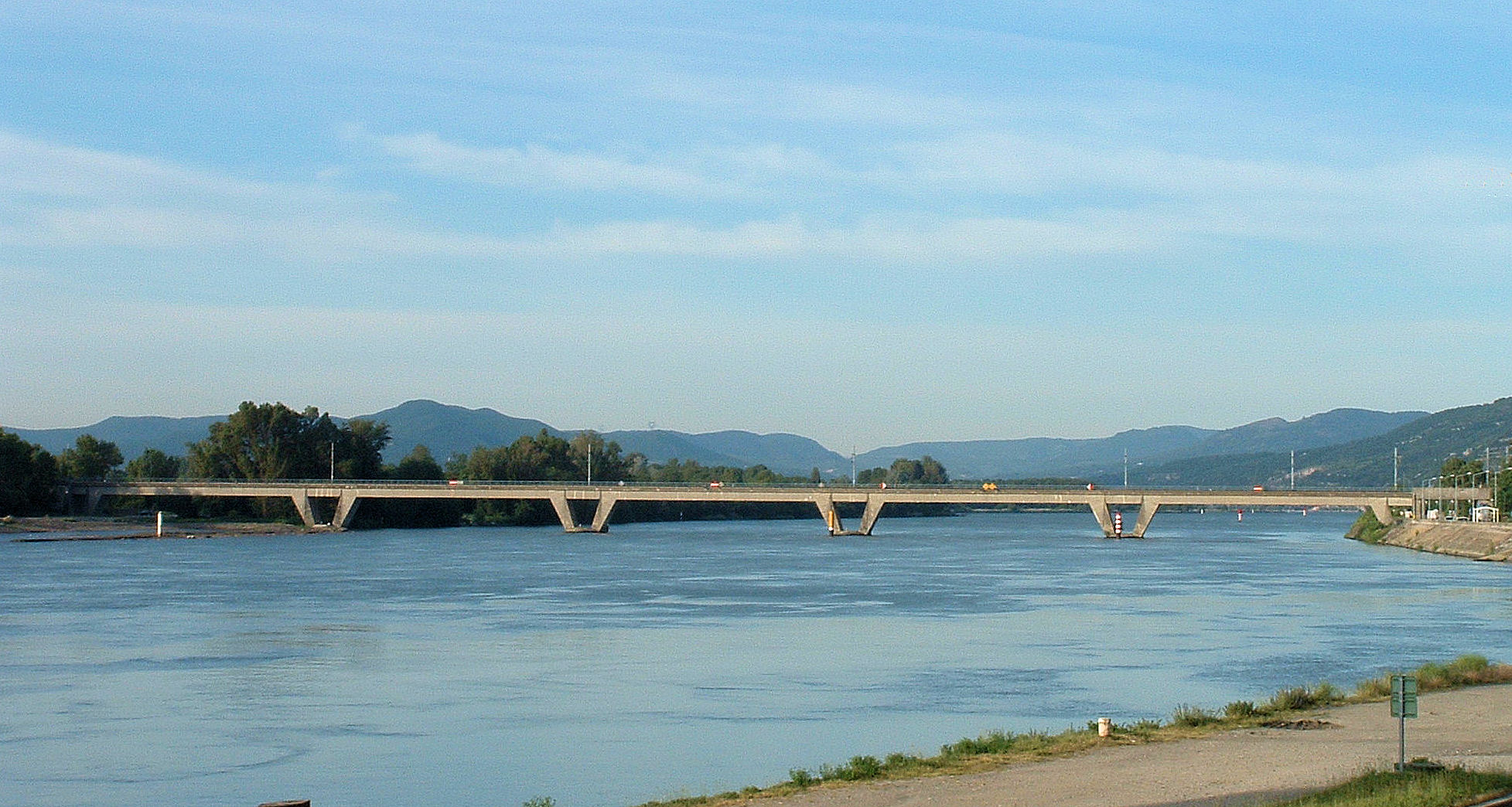
Viaduc de la Voulte, sur le Rhône

Jusqu’à la fin des années 1950, quelques ponts sont construits en France, dont le Viaduc de la Voulte sur la commune de La Voulte-sur-Rhône, premier grand pont de chemin de fer français en béton précontraint conçu par Nicolas Esquillan. Avec 5 travées de 56 mètres, soit une longueur de 300 mètres, il est alors le pont le plus long au monde de cette catégorie.

### Années 1960: expansion de la précontrainte
Pour faire face aux besoins liés à la reconstruction après les désastres de la Seconde guerre mondiale et à l’accroissement continu du trafic automobile, il fallait pouvoir construire vite et avec le moins de matériaux possible. De nouvelles techniques vont être inventées.

#### Les voussoirs coulés en place

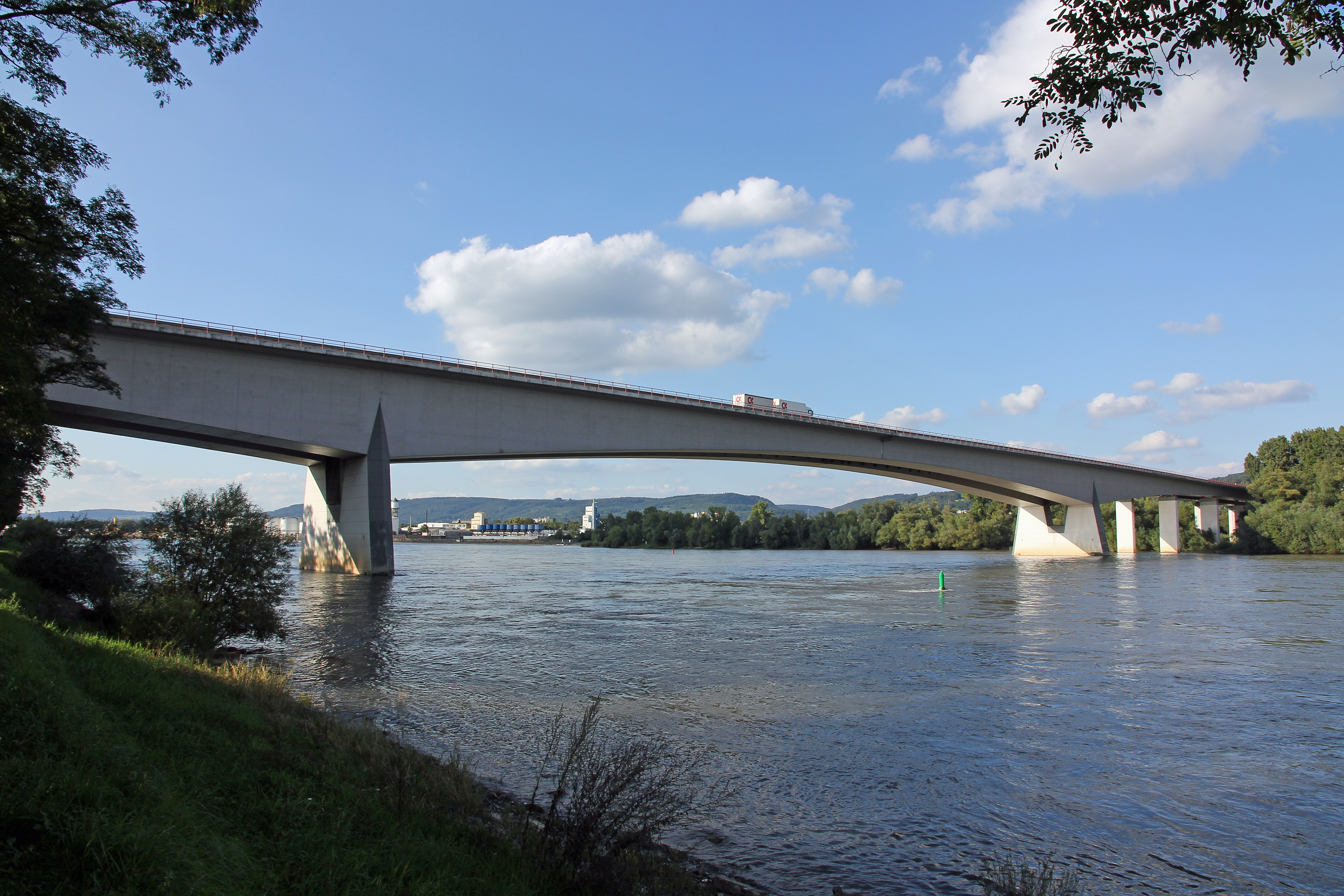
Pont de Bendorf sur le Rhin

Ainsi en Allemagne est construit le premier pont en porte-à-faux, dit pont cantilever, en béton précontraint avec voussoirs coulés en place. C’est Ulrich Finsterwalder, directeur de la firme Dyckerhoff & Widman, qui utilise cette technique en 1952 pour la construction du pont de Balduinstein sur la Lahn et de Coblence sur la Moselle. Chaque pile portait un équipage mobile qui permettait de réaliser symétriquement deux éléments, ou voussoirs, de 3 m. Cette méthode de construction a permis de construire entre 1962 et 1965 le pont de Bendorf sur le Rhin, d'une portée de 208 mètres.
En France, cette technique est expérimentée pour la première fois par Jean Courbon, directeur de GTM, qui construit le pont sur la RN84 sur l’Ain à Chazey-sur-Ain. Mais c’est avec le pont de Savines, construit de 1958 à 1960, que la technique est mise en œuvre de façon spectaculaire. Le pont mesure en effet 924 mètres de longueur en onze travées de 77 mètres et deux travées de rive de 38 m. Bien d’autres ouvrages vont alors être fabriqués avec cette technique.

#### La préfabrication des poutres
Si la technique de coulage en place constitue un progrès, la pose d’un voussoir doit attendre la prise du voussoir précédent. On ne peut ainsi dépasser une moyenne de deux voussoirs (un de chaque côté) par semaine. La préfabrication des voussoirs, technique déjà expérimentée pour la préfabrication de petites poutres depuis 1943, est utilisée pour la première fois pour la construction d’un grand ouvrage, le viaduc de Moret-sur-Loing en 1956. Un peu plus tard l’entreprise Léon Ballot construit en 1964-1965 le viaduc de Roberval, quelques kilomètres au nord de Senlis, avec des poutres précontraintes de 34 mètres de longueur.

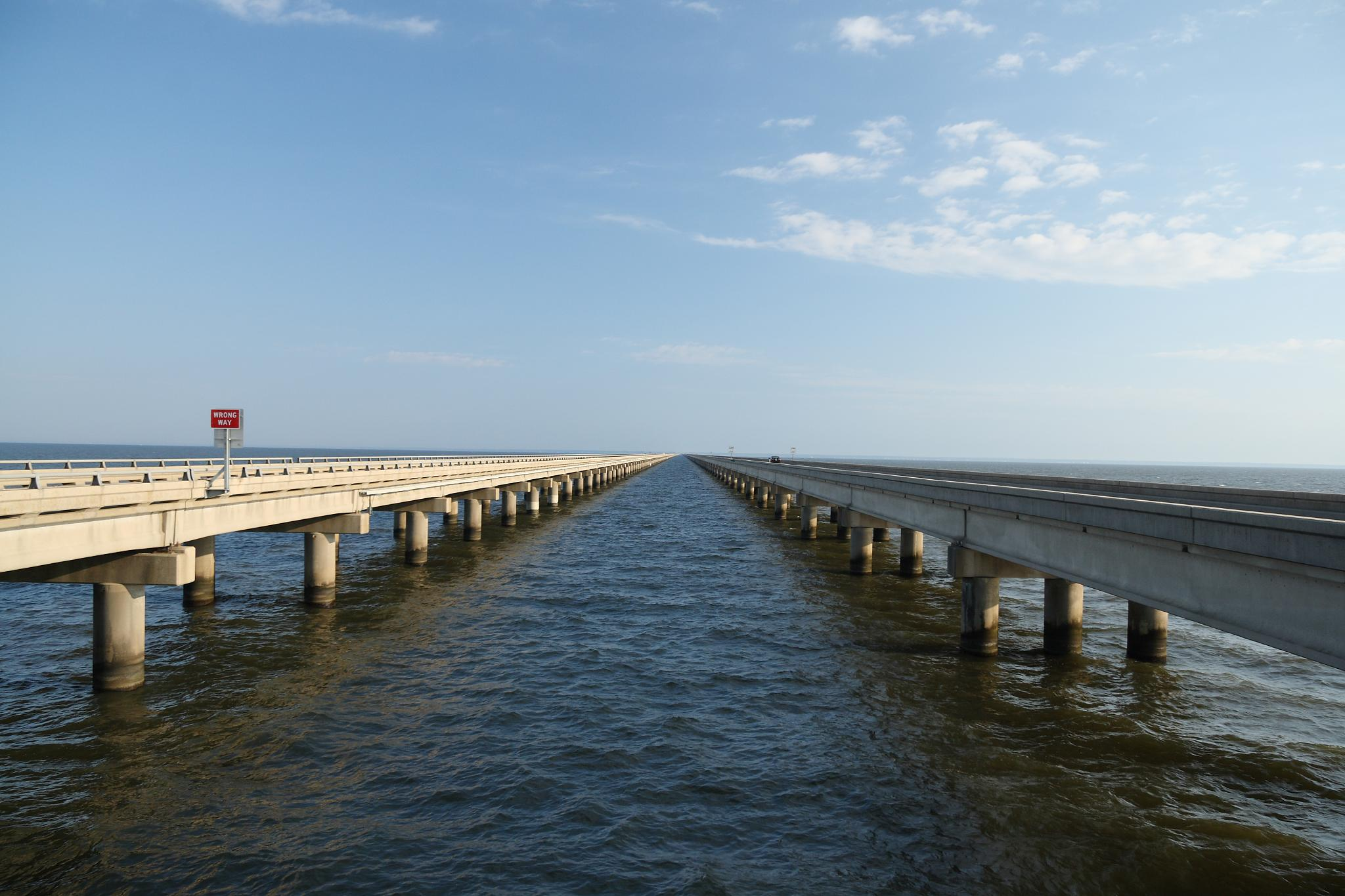
Lake Pontchartrain Causeway

La préfabrication des poutres a pour limite celle de leur longueur. On ne pouvait guère songer dépasser 40 ou 50 mètres, même si en juxtaposant de courtes portées, on pouvait atteindre des  longueurs plus grandes. Palmer et Baker, associés à l’entreprise Fougerolle, construisent ainsi le pont le plus long du monde, sous licence Stup, sur le lac Pontchartrain au Nord de la Nouvelle-Orléans : 38 km de longueur en 2 232 travées de 17 mètres de longueur à la vitesse de 100 m de pont par jour. Avec le viaduc d’accès du pont de Tancarville, les ponts préfabriquées ont 50 m de longueur.

#### La préfabrication des voussoirs
Avec la préfabrication des voussoirs, les portées vont s’allonger. Le pont de Choisy est le premier pont construit par voussoirs préfabriqués. Les travées du pont de l'île d'Oléron (construit par l’entreprise Campenon-Bernard et inauguré le 19 mars 1966) atteignent 80 mètres. Il est constitué de 860 voussoirs préfabriqués de 3,30 m de longueur posés à l'aide d'une poutre de lancement. Cinq ans plus tard le pont de Noirmoutier présente des portées de 88 mètres.
La plus grande portée des ponts construits en encorbellement symétrique par voussoirs préfabriqués a été réalisée sur le pont du grand canal d'Alsace réalisé entre 1977 et 1979 par l'entreprise Coignet, avec 171,87 mètres.
La réalisation du pont de l'île de Ré a permis de montrer l'efficacité de cette méthode de construction d'un pont par encorbellement symétrique à l'aide de voussoirs préfabriqués avec la pose de la totalité des voussoirs des 2 926,5 m du tablier en moins d'un an.

### La précontrainte aujourd’hui

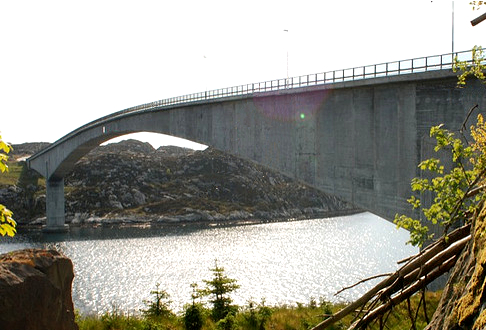
Pont de Stolma

La plus grande portée pour un pont en poutre-caisson en béton précontraint, en utilisant du béton léger, a été atteinte en Norvège par le pont de Stolma avec 301 m, construit à Austevoll, terminé en 1998.
Les ponts en arc en béton permettent des travées encore plus importantes, mais les arcs sont en béton armé. Dès 1979, une portée de 390 mètres est atteinte avec le pont de Krk en Croatie qui n’est battu que par le pont de Wanxian sur la Yangzi Jiang en Chine qui atteint la portée remarquable de 420 mètres et qui fut construit en 1997 en utilisant en première phase une structure tubulaire en acier qui a été ensuite remplie de béton, puis enrobée de béton.

## Descriptif
Le béton possède des propriétés mécaniques intéressantes en compression alors que la résistance en traction est limitée et provoque rapidement sa fissuration et sa rupture. La précontrainte consiste à tendre les aciers constituant les armatures du béton, et donc à comprimer, au repos, ce dernier. Ainsi, lorsque la structure est sollicitée, ces armatures s'allongent et le béton a tendance à se décompresser sans toutefois se mettre en traction, puisqu'il était déjà en partie comprimé.
Selon que cette tension appliquée aux armatures (appelé câble de pré-contrainte ou toron de pré-contrainte) est effectuée avant la prise complète du béton ou postérieurement à celle-ci, on distingue la précontrainte par pré-tension et la précontrainte par post-tension.

### La pré-tension
Dans la précontrainte par pré-tension (le plus souvent utilisée en bâtiment), les armatures sont mises en tension avant la prise du béton. Elles sont ensuite relâchées, mettant ainsi le béton en compression par simple effet d'adhérence. Cette technique ne permet pas d'atteindre des valeurs de précontrainte aussi élevées qu'en post-tension. 

### La post-tension
La post-tension consiste à disposer les câbles de précontrainte dans des gaines incorporées au béton. Après la prise du béton, les câbles sont tendus au moyen de vérins de manière à comprimer l'ouvrage au repos. Cette technique, relativement complexe, est généralement réservée aux grands ouvrages (ponts) puisqu'elle nécessite la mise en œuvre d'encombrantes « pièces d'about » (dispositifs mis en place de part et d'autre de l'ouvrage et permettant la mise en tension des câbles).

### Précontrainte par vérins
Les deux techniques précédentes utilisent des torons ou des fils d'acier à haute limite élastique. Il est possible, lorsque l'on peut disposer de culées suffisamment résistantes, d'effectuer directement la mise en compression d'une structure en béton au moyen de vérins prenant appui sur ces culées. Ce procédé, par la nécessité des culées qu'il impose, n'a que des applications limitées.

### Précontrainte extradossée

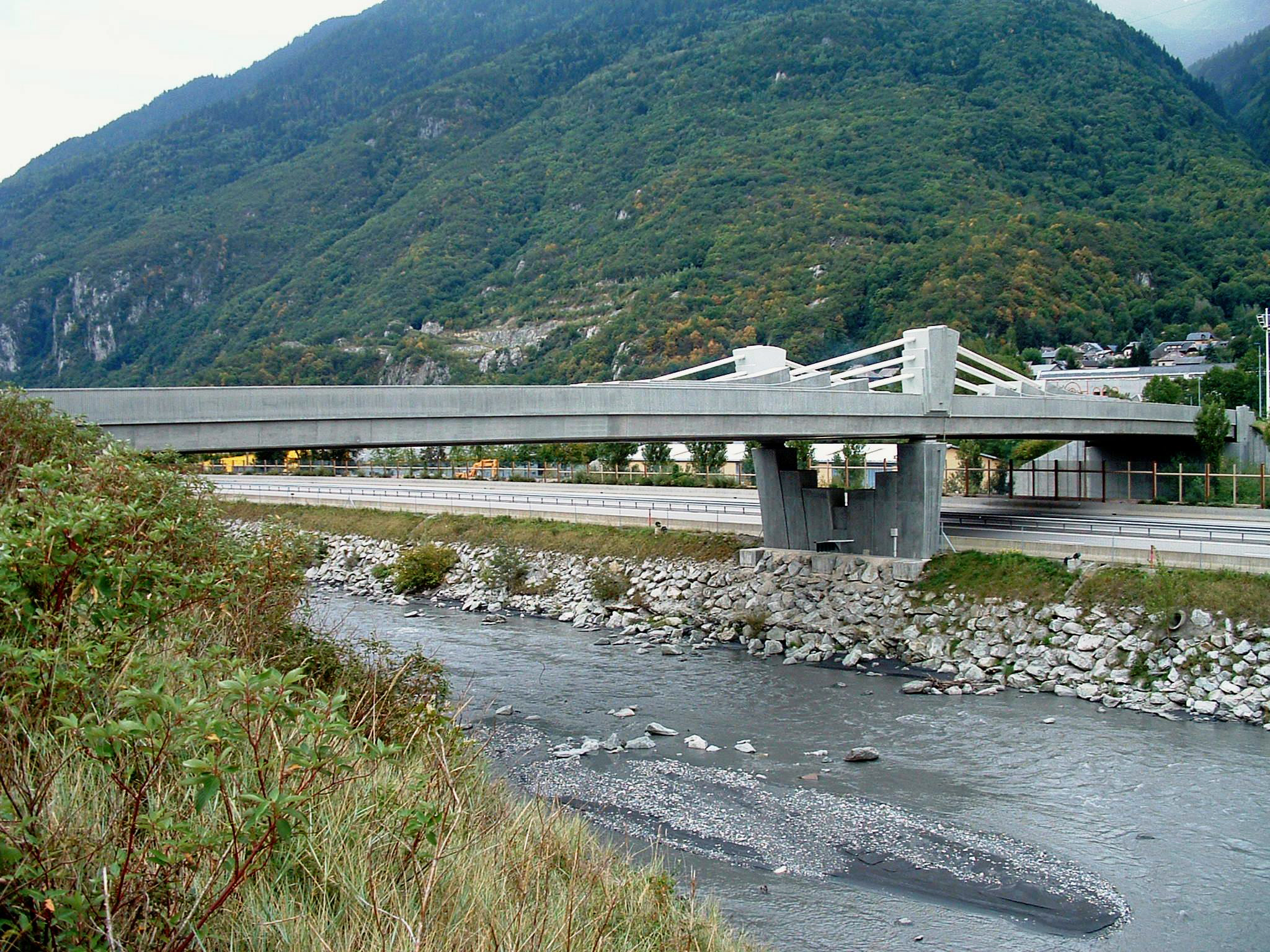
Pont de Saint-Rémy-de-Maurienne au-dessus de l'Arc et de l'autoroute A43

Pour les tabliers continus, les moments de flexion sous charges réparties sur plusieurs travées peuvent être le double sur appui par rapport aux moments en travée. Pour donner plus d'efficacité à la précontrainte de continuité, Jacques Mathivat a proposé d'augmenter la distance entre la fibre moyenne de la poutre sur appui et les câbles de précontraint en les sortant au-dessus de l'extrados du tablier. Il a été proposé de mettre en œuvre une précontrainte extradossée. Ce type de solution a été employé pour la première fois en France pour un pont routier à Saint-Rémy-de-Maurienne. Plusieurs ponts à précontrainte extradossée (Extradosed bridge) ont été réalisés au Japon : Kiso Gawa Bridge, Odawara Blue Way Bridge, Shin Meisei Bridge. Ce type d'ouvrage se situe entre le pont en béton précontraint où les câbles sont placés à l'intérieur du tablier (intérieur ou extérieur au béton) et le pont à haubans en béton précontraint.

### Pont à précontrainte sous-bandée

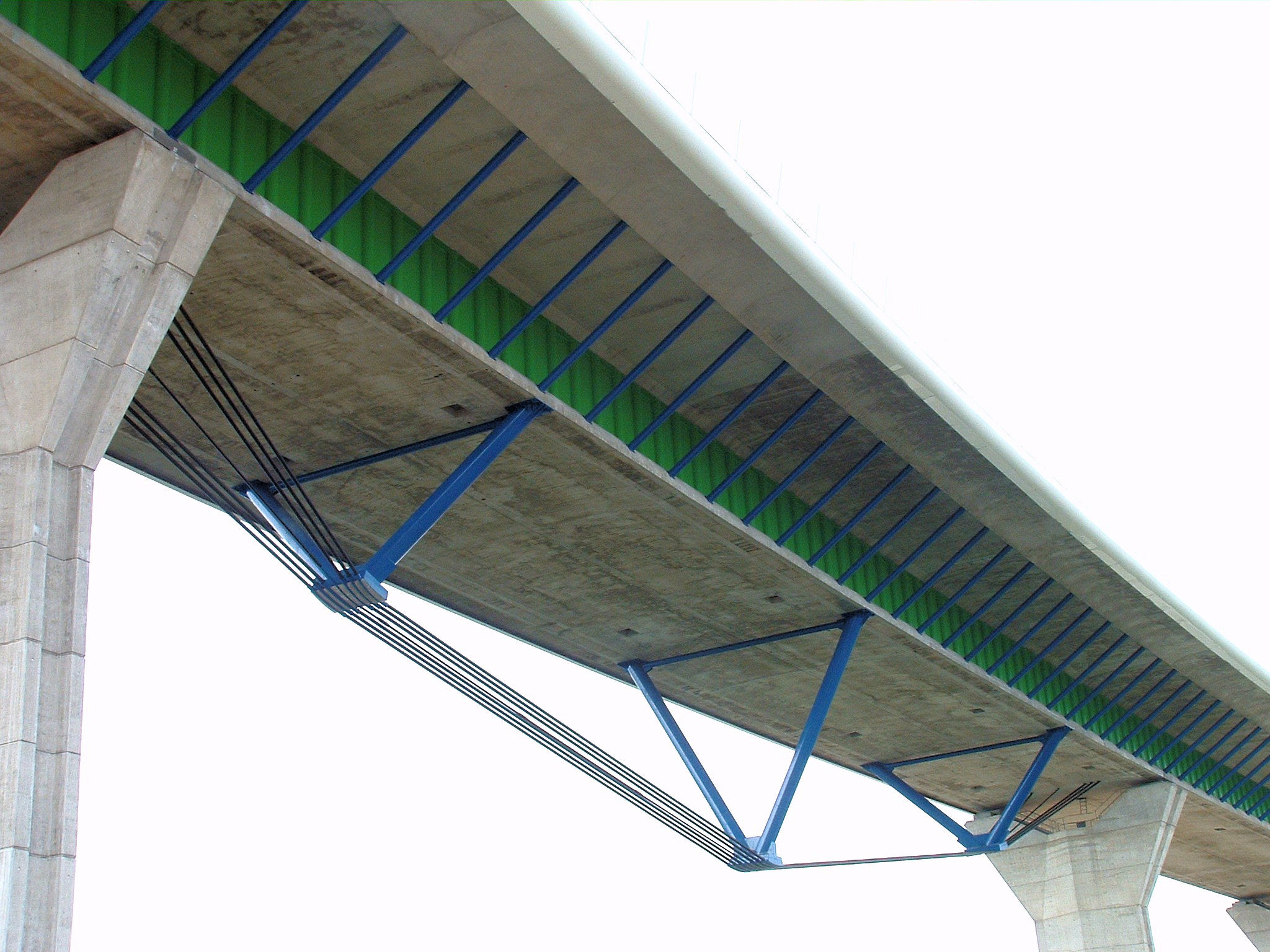
Viaduc de Meaux

Une autre solution a aussi été proposée quand on souhaite augmenter la portée d'une travée tout en conservant la hauteur du tablier adopté pour le reste du tablier ayant des travées plus petites. Cette solution a été adoptée par Michel Placidi pour le viaduc de Meaux où la répartition des piles en faisait tomber une dans la Marne, gênant la navigation. Cette pile a été supprimée en prévoyant une précontrainte en sous-bandage.

### Pont à tablier mixte acier-béton précontraint à âmes plissées

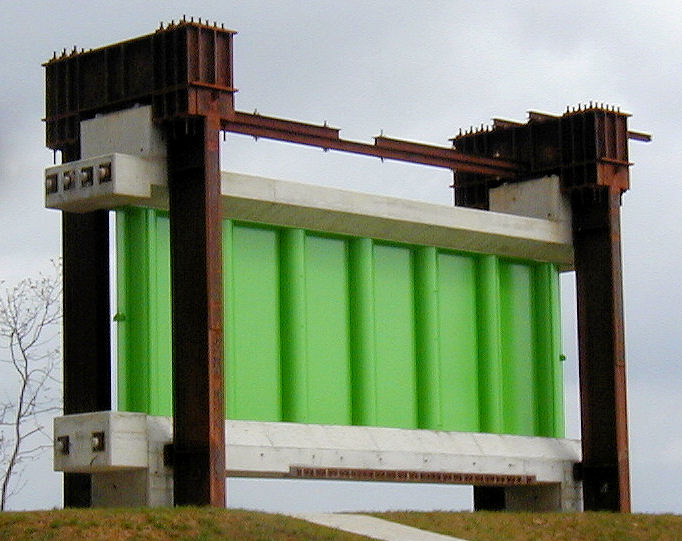
Viaduc de Meaux
Élément d'épreuve d'une âme "plano-tubulaire"

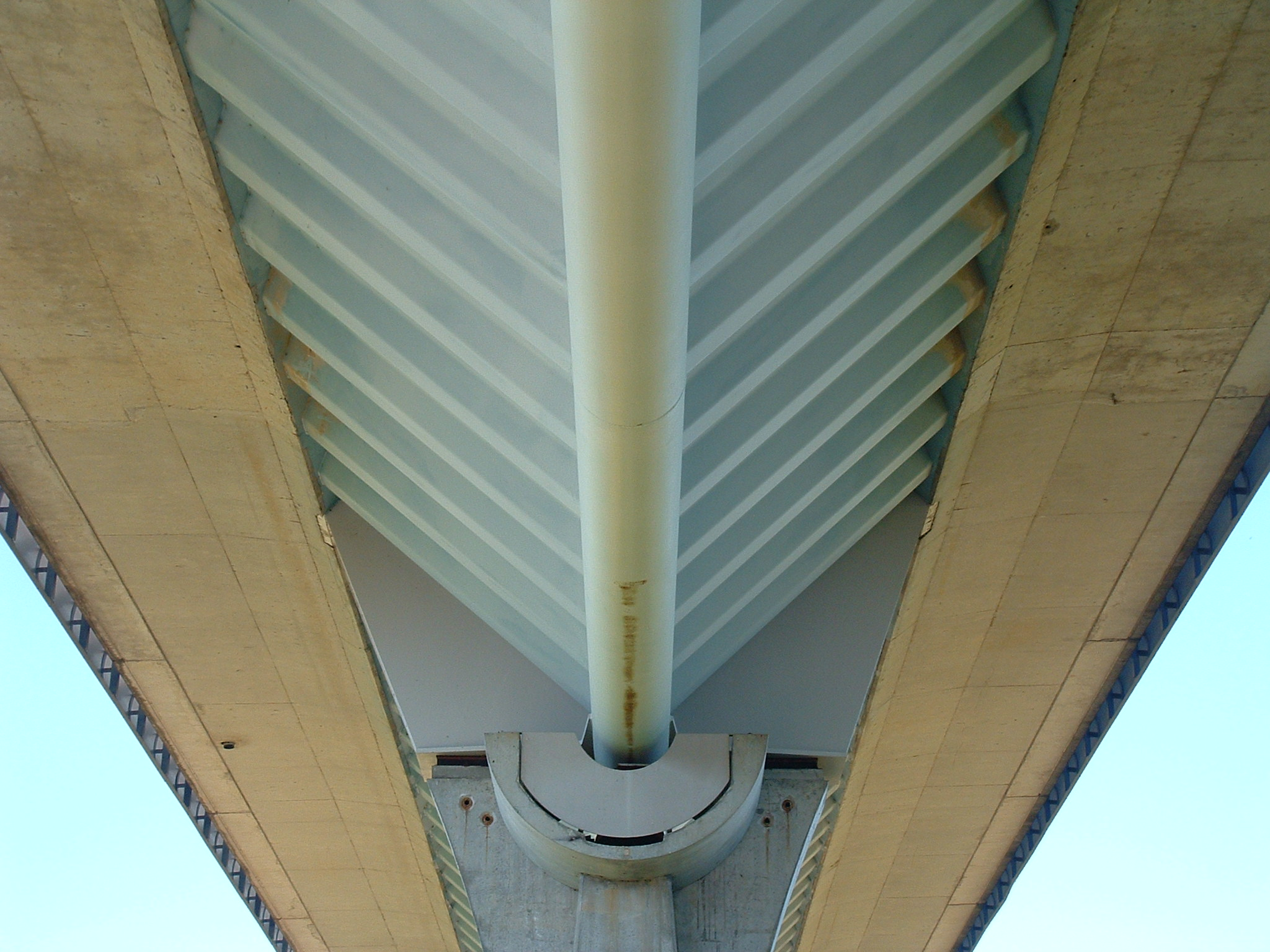
Viaduc du vallon de Maupré : âmes en tôles plissées

Pour les ponts routiers, le poids propre du tablier constitue l'essentiel de sa charge. Par ailleurs, dans le cas d'une poutre-caisson, l'âme diminue le rendement géométrique de la section. Pour augmenter l'efficacité de la précontrainte, Jean Muller et l'entreprise Campenon-Bernard ont imaginé de remplacer l'âme en béton par une âme en tôle plissée (corrugated steel web). Ce type d'âme permet de donner à la section un rendement géométrique voisin de 1, de ne reprendre que les sollicitations d'effort tranchant, la compression due à la précontrainte n'agit alors que sur les hourdis en béton. Une première application de ce principe a été fait sur le pont de Maupré, près de Charolles. Une autre application de cette structure a été faite au pont de la Corniche, à Dôle. Une autre solution a été proposée par Michel Placidi au viaduc de Meaux, remplaçant les âmes en tôle plissée par des âmes dites « plano-tubulaires », constituées de tubes verticaux reliés par des plaques métalliques. La souplesse transversales des tubes fait qu'ils ne peuvant pas transmettre d'effort de compression dans la direction longitudinale du tablier. La solution des âmes plissées a été utilisée pour plusieurs ponts au Japon.

### Pont en béton précontraint en treillis en béton ou en acier
Cette solution possède le même avantage théorique que les tabliers à âmes métalliques plissées mais cette solution a présenté des difficultés de réalisation quand la triangulation est en béton comme sur le pont de Mangfall conçu par Ulrich Finsterwalder, le viaduc de Sylans et le viaduc des Glacières de l'autoroute A40 construits par l'entreprise Bouygues. Ce même type de solution avait été utilisé par Bouygues au pont de Bubiyan, au Koweït. Pour limiter les difficultés de réalisation, les triangulations en béton ont été remplacées par une triangulation métallique comme sur le pont d'Arbois construit par l'entreprise Dragages et Travaux Publics avec Michel Placidi, sur le viaduc d'Herquelingue et viaduc d'Echinghen de l'autoroute A16 construits par Bouygues et Demathieu Bard ou le pont du Bras de la Plaine à La Réunion.

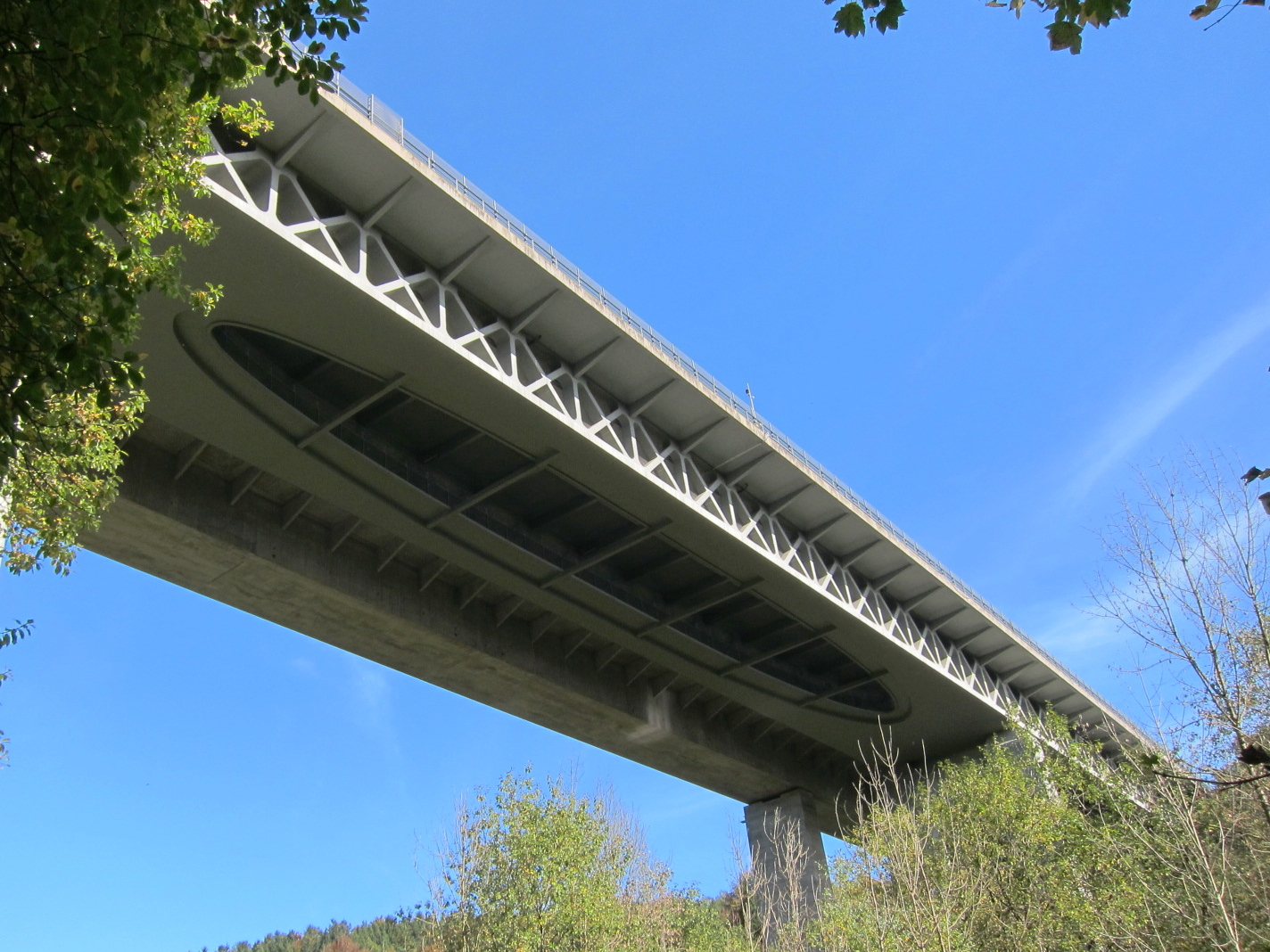
Pont de Mangfall
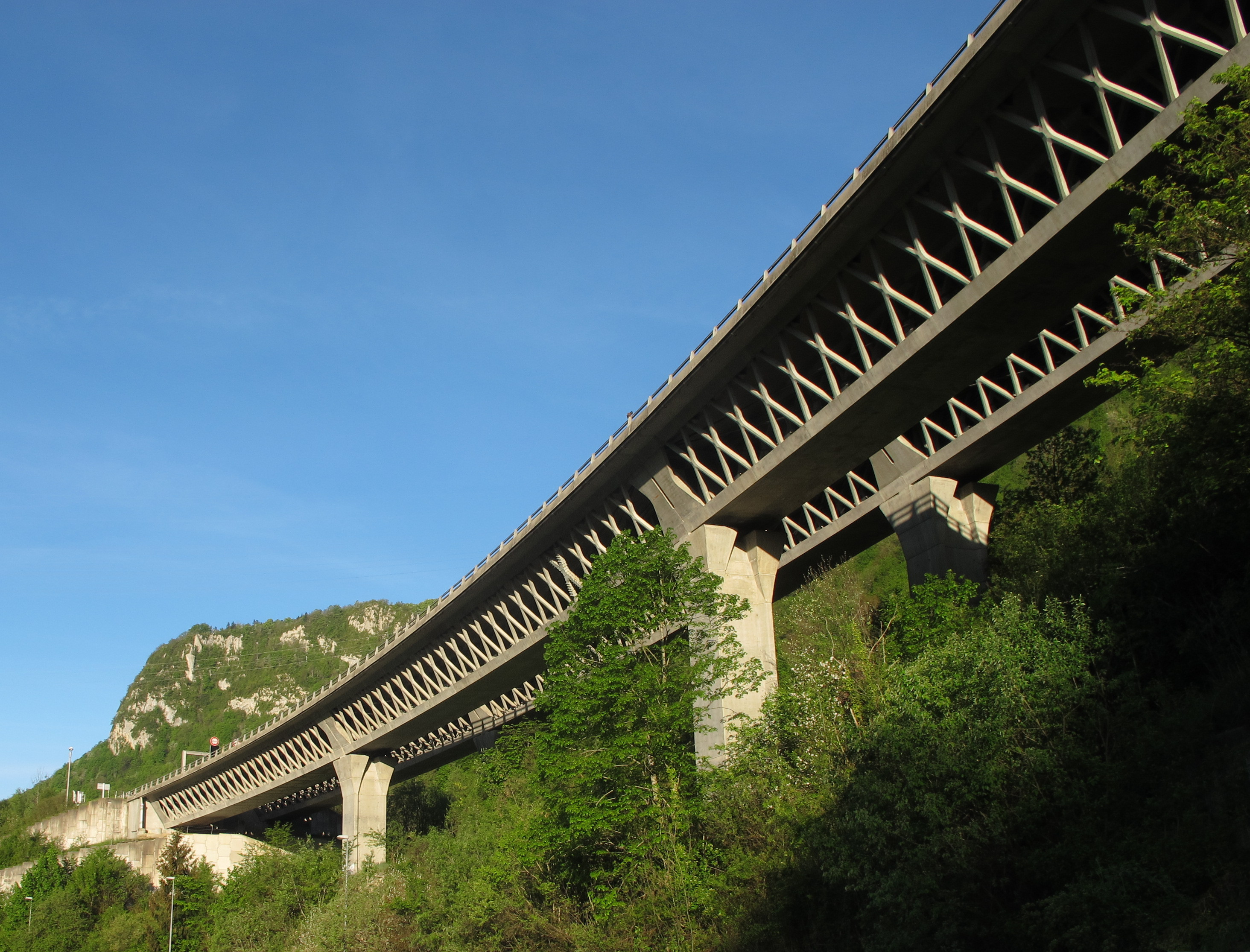
Viaduc des Glacières
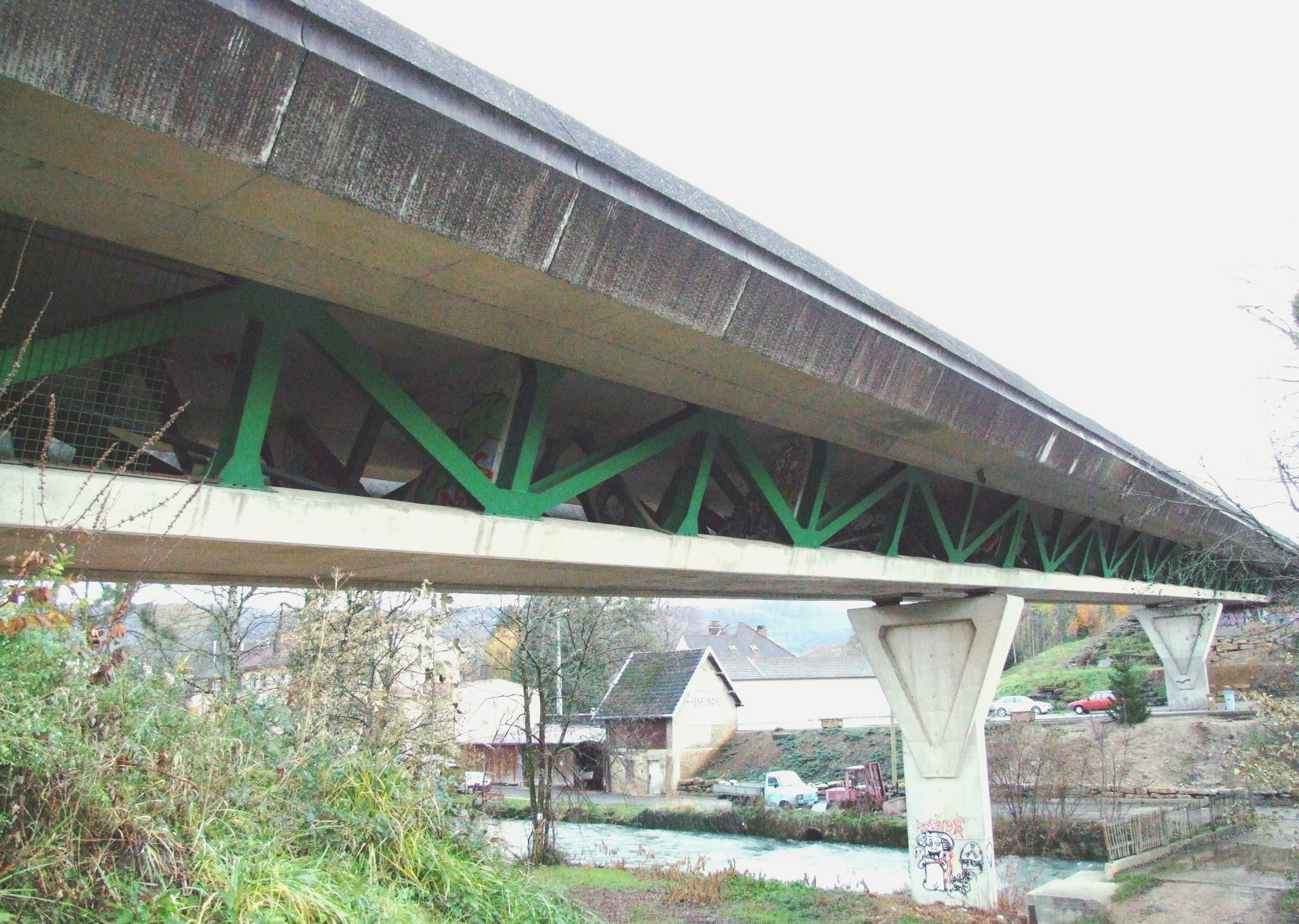
Pont d'Arbois de la RN83 franchissant la Cuisance
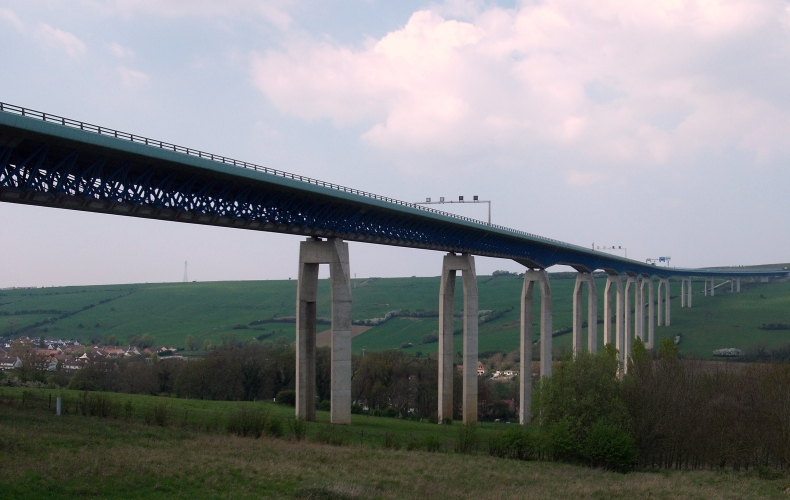
Autoroute A16 Viaduc d'Echinghen

## Typologie

### Ponts-dalles

Pont-dalle précontraint ou PSI-DP

Les ponts-dalles sont le type de pont le plus construit en France. Ils constituent la majorité des ouvrages permettant des passages supérieurs ou inférieurs routiers et autoroutiers, et moins souvent pour les ponts-rails. Dans la terminologie du Sétra ils constituent les Passages Supérieurs en Dalle Précontrainte, ou PSI-DP, constitués d’une dalle précontrainte longitudinalement et armée transversalement, d'épaisseur constante, d'une ou plusieurs travées. La section transversale comprend généralement des encorbellements.
| Élancement des ponts-dalles précontraints (PSI-DP) Suivant le guide de conception du Sétra | Élancement des ponts-dalles précontraints (PSI-DP) Suivant le guide de conception du Sétra | Élancement des ponts-dalles précontraints (PSI-DP) Suivant le guide de conception du Sétra |
| Travée unique                                                                              | Deux travées                                                                               | Trois travées ou plus                                                                      |
| ------------------------------------------------------------------------------------------ | ------------------------------------------------------------------------------------------ | ------------------------------------------------------------------------------------------ |
| 1/22 à 1/25                                                                                | 1/28 (*) 1/25 (**)                                                                         | 1/33 (*) 1/28 (**)                                                                         |

(*) pour des dalles rectangulaires - gamme de portées : 14 à 20 m

(**) pour des dalles à larges encorbellements - gamme de portée : 18 à 25 m, jusqu'à 30 m. En général, au-delà de 25 m, on choisit une section transversale à nervure unique et à hauteur variable ou une dalle à plusieurs nervures.
Jusqu'à une longueur totale du tablier de 80 m, la précontrainte est continue sur toute sa longueur. Il est possible d'aller jusqu'à 100 m, mais les pertes de précontrainte par frottement des câbles dans les gaines au moment de leurs mises en tension peuvent être importantes.
Le tablier de ce type de pont est en général coulé sur cintre mais peut aussi être mis en place par poussage. Pour les ouvrages longs, on peut les réaliser par phases en réutilisant les cintres et les coffrages, sans joint de dilatation jusqu'à une longueur de 150 m.

### Ponts en poutres

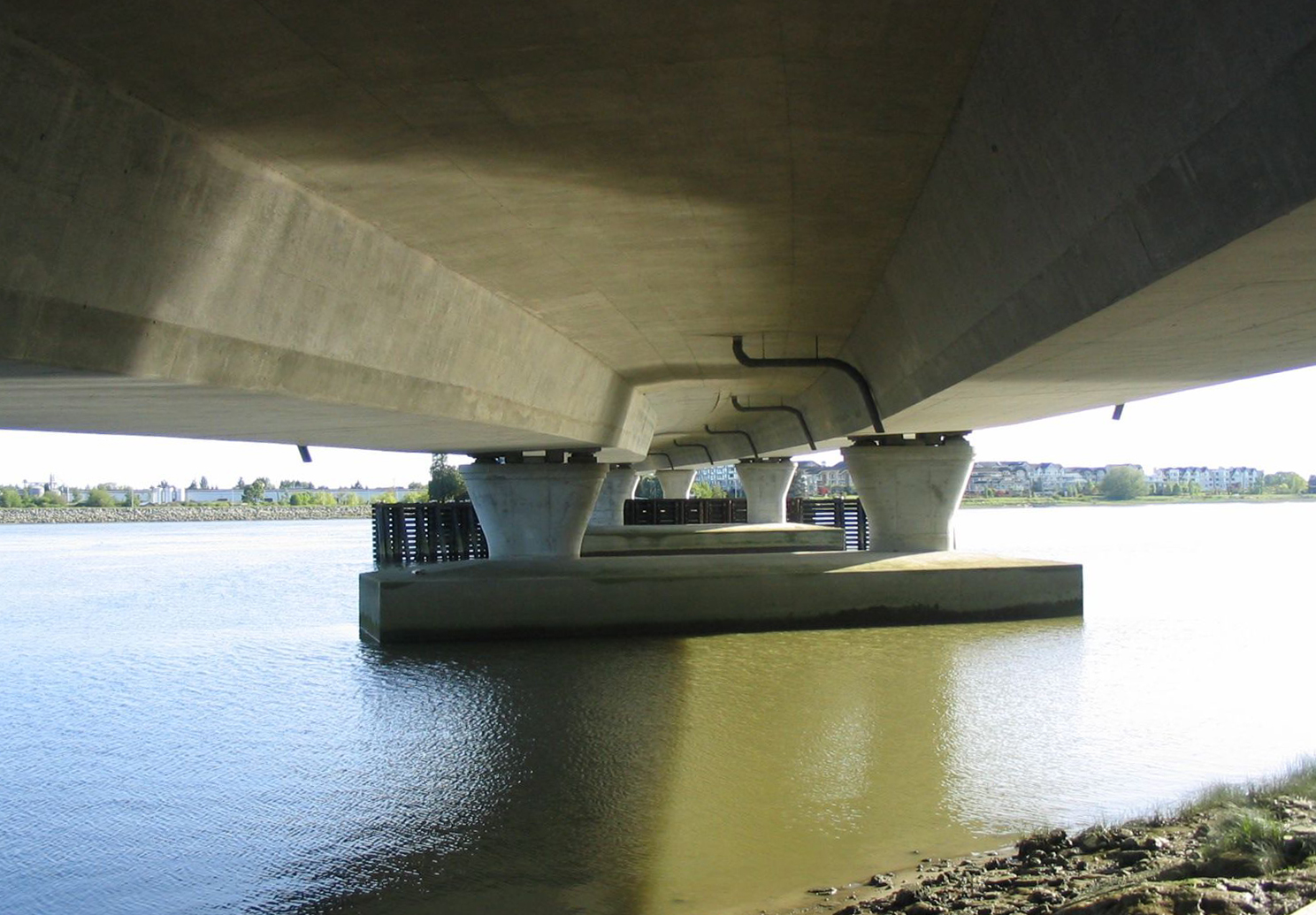
Pont à poutre en caisson en béton précontraint
Pont à poutres précontraintes par adhérence (PRAD)
Pont à poutres précontraintes par post-tension (VIPP)
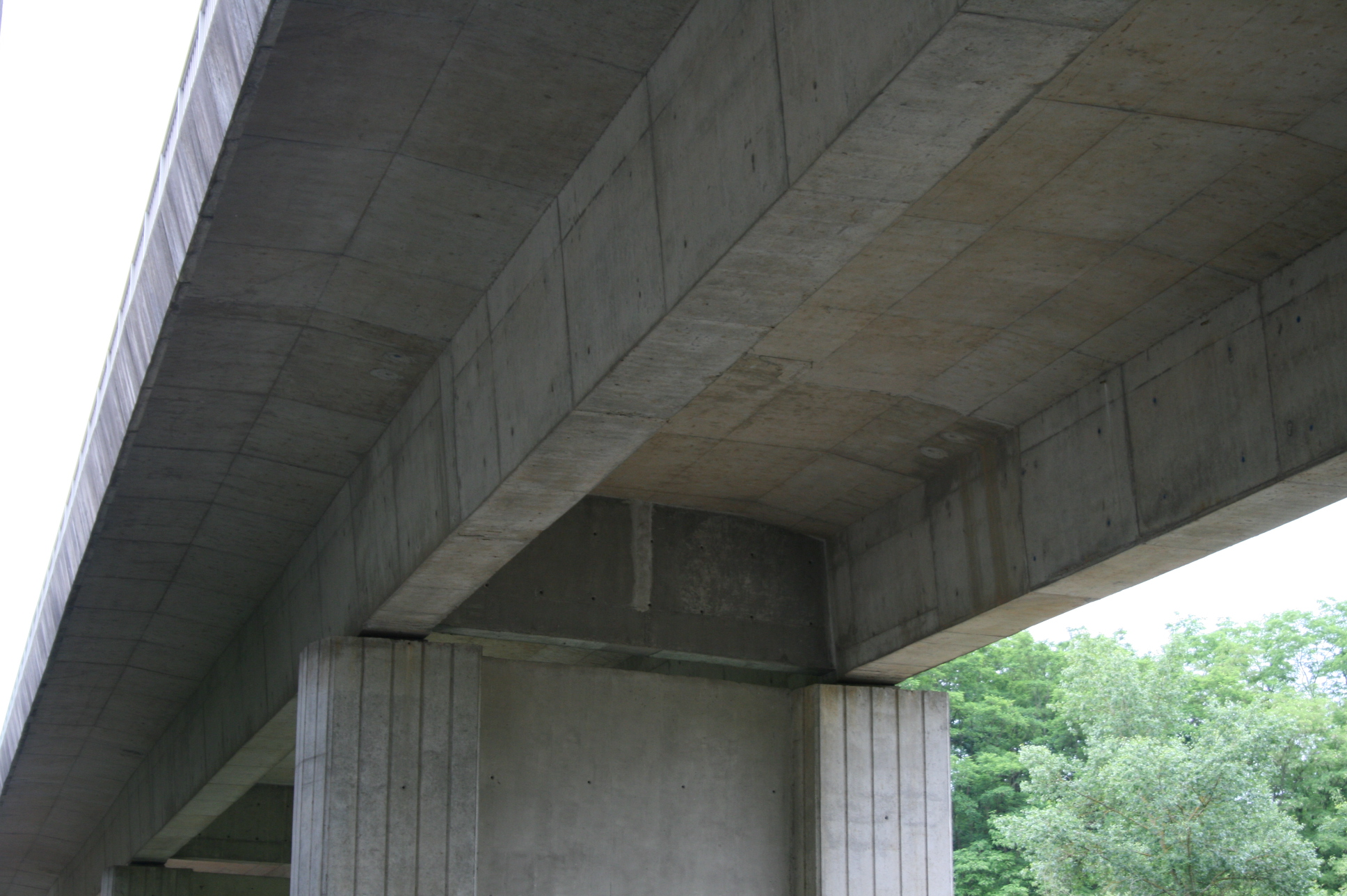
Pont à poutres en nervures en béton précontraint

### Ponts en arc
La technique du béton précontraint conjuguée avec l'amélioration des performances du béton et l'apparition de nouvelles techniques de construction comme les arcs tubulaires remplis de béton ont permis de construire des ponts en arc en béton avec des portées très importantes puisque le plus grand présente une portée de 420 mètres. Les arcs sont en béton armé.

## Modes de construction

### Tabliers de pont coulés sur site

#### Tabliers bétonnés sur cintre en place
Cette méthode de construction est courante pour des ouvrages de petites portées, en général en béton armé. Le coût d'un cintre général ou partiel déplaçable rend cette méthode peu utilisée pour un pont en béton précontraint sauf pour les ponts dalles précontraints ou les ponts dalles nervurées.

#### Tabliers bétonnés dans un cintre auto-lanceur
Cette méthode de construction permet de réaliser des tabliers de pont par travées entières. Le coût du matériel réserve cette méthode de construction à des ouvrages de moyenne portée, 35 à 70 m. Les tabliers sont en général bétonnés entre points de moment de flexion nuls sous poids propre, soit sensiblement d'un quart de portée au quart de portée de la travée suivante.
Un cintre auto-lanceur (en anglais : movable scaffolding system ou MSS) s'appuie en général sur les piles. Les poutres portant le coffrage peuvent être placées sous le coffrage (en anglais : underslung cast-in-situ MSS,) ou au-dessus (en anglais : overhead cast-in-situ MSS,,).

#### Tabliers mis en place par déplacement
Les tabliers des ponts peuvent être construits sur le site mais à côté de leur position de service et sont alors mis en place par déplacement. Trois types de déplacements peuvent être utilisés :
- le poussage[28] est un déplacement longitudinal ;
- le ripage est un déplacement transversal ;
- la rotation.

Ces déplacements peuvent être simples ou combinés :
- poussage puis ripage : ce type de combinaison de déplacements peut s'utiliser quand il faut remplacer un ouvrage existant, ou quand on construit deux tabliers parallèles en n'utilisant qu'une seule aire de préfabrication ;
- poussage puis rotation.

##### Poussage
Le poussage d'un tablier en béton précontraint a été utilisé pour la première fois, entre 1959 et 1962, par l'entreprise Auteried de Vienne pour la construction d'un pont de 262 m de long sur l'Ager.

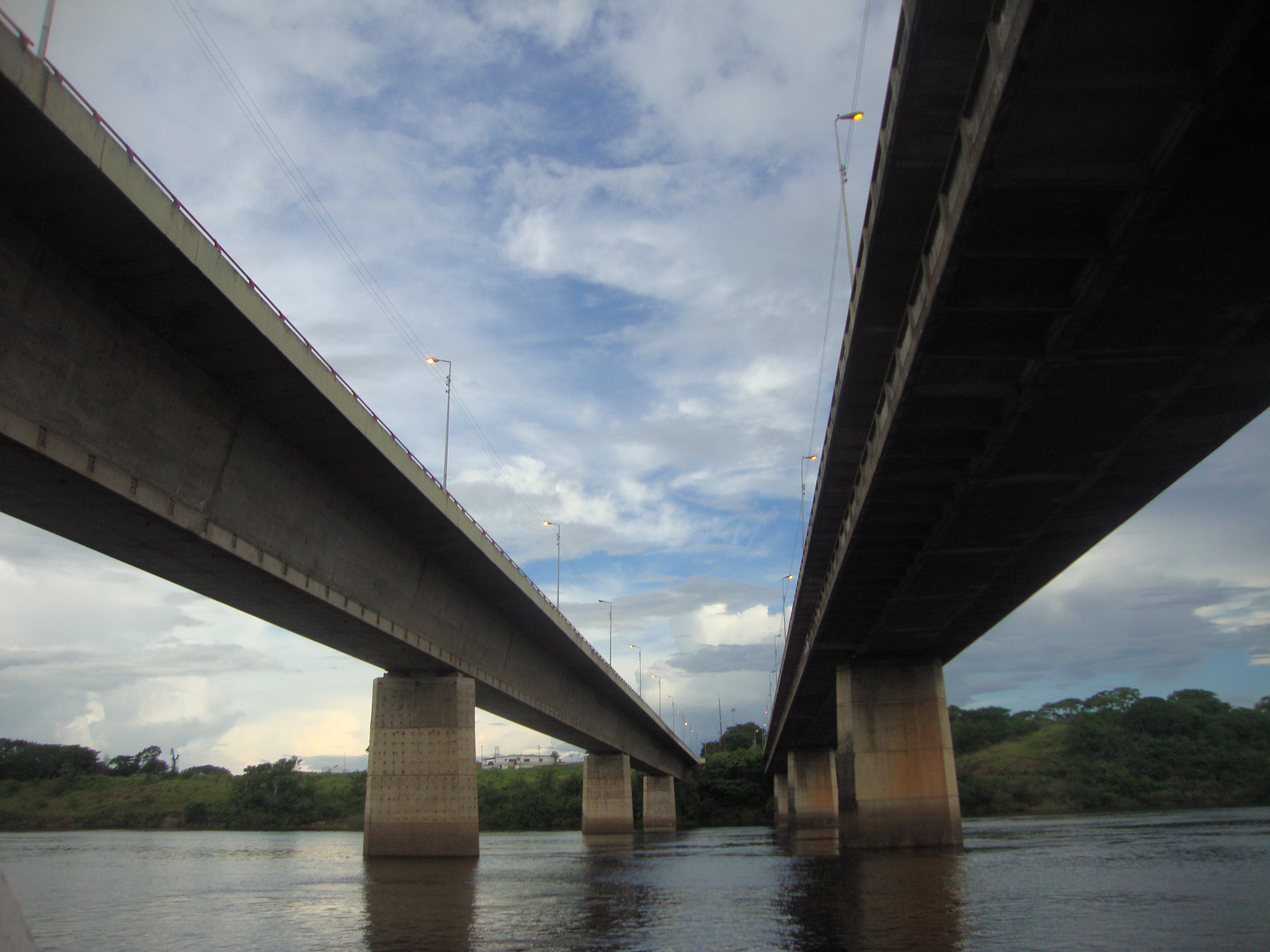
Premier et second pont sur le rio Caroni

Cette méthode qui consiste à construire le tablier sur une rive puis de la mettre à sa place définitive par poussage ou traction est un procédé ancien. C’est en 1860 que l’Anglais Donald Bailey a mis au point la méthode pour la construction de ponts métalliques en treillis provisoire. Il a été utilisé aussi par Gustave Eiffel pour la construction de ses ponts métalliques. Les ponts métalliques réalisés en treillis sont des structures relativement légères. Les progrès dans la fabrication des vérins leur permettant d'utiliser des pressions d'huile de 700 bars leur a donné des capacités de mobiliser des charges beaucoup plus importantes.
La deuxième application de cette méthode de réalisation d'un tablier en béton précontraint a servi de référence pour l'application de cette méthode de construction. Il s'agit du pont sur le rio Caroni, au Venezuela, construit en 1962 par Fritz Leonhardt et son collaborateur Willi Baur. Cette solution avait été choisie pour limiter les interventions dans le lit du rio Caroni pour limiter les interventions dans le lit de la rivière. Les travées sont de 96 m. Pour permettre le poussage des palées provisoires pour ramener les portées du pont à 48 m pendant le poussage du tablier.
La troisième application a été le pont de Kufstein réalisé en 1965 et conçu par Fritz Leonhardt et Willi Baur. La portée des travées principales est de 102,40 m. Fritz Leonhardt avait prévu deux palées provisoires par travée réduisant la portée des travées pendant le poussage à un peu moins de 35 m permettant une mise en place en béton armé. La mise en précontrainte du tablier est faite après le poussage. Ce pont peut être considéré comme le premier pont poussé en béton précontraint « moderne » :
- la préfabrication d'un tronçon de tablier est faite dans un coffrage fixe placé derrière la culée à une distance égale à environ 2 fois la longueur d'un tronçon ;
- l'avant-bec métallique est placé directement sur le premier tronçon ;
- après poussage du tronçon bétonné, le tronçon suivant est bétonné contre le précédent ;
- les tronçons sont armés longitudinalement et partiellement précontraint ;
- la précontrainte définitive est mise en place après la fin du poussage.

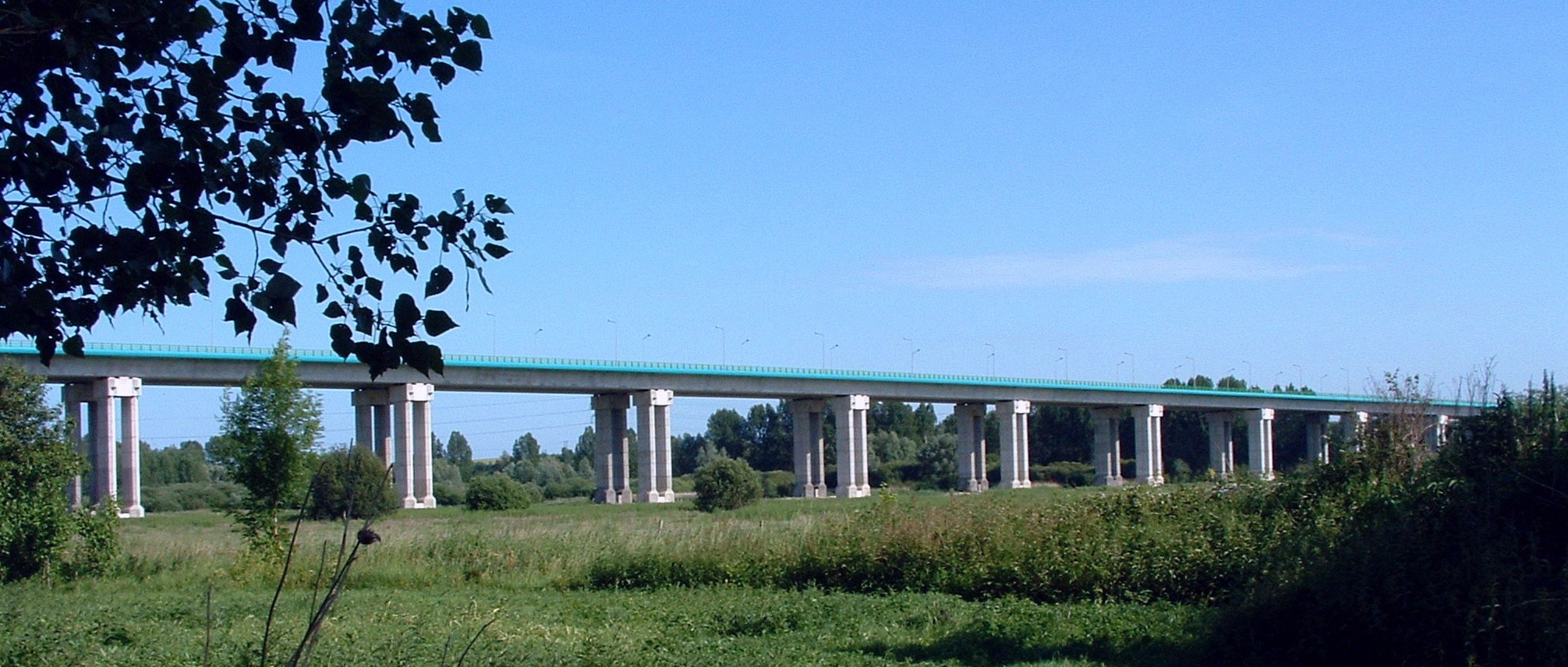
Viaduc Jules-Verne, à Amiens

Cette méthode de construction a été brevetée en 1967. Züblin a eu le brevet en 1968. En France, le brevet a été acquis par CITRA en 1970.
Pour la construction du viaduc Jules-Verne, sur la rocade Nord-Est d’Amiens en France, mis en service en 1987, le poids déplacé a été de 15 300 tonnes et la force exercée de 1 000 tonnes.

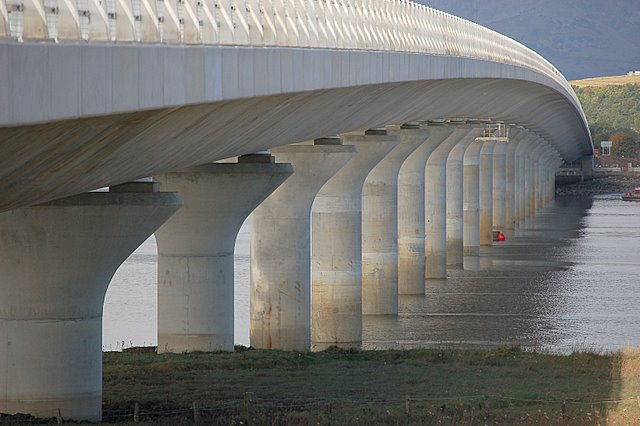
Clackmannanshire Bridge

Le pont du Clackmannanshire réalisé par Vinci et Morgan Est entre 2006 et 2008 a un poids maximum au moment de son poussage de 35 000 t pour une longueur de 1 190 m. L'effort de poussage maximum estimé était de 1 800 t.
Pour le pont-canal du Sart en Belgique d'une longueur de 498 m, construit entre 1998 et 1992, le poids déplacé maximum était de 65 000 t nécessitant une capacité de poussage maximale de 3 600 t.
Cette méthode de réalisation permet d'organiser une construction quasi industrielle en se libérant des contraintes de site et climatiques.

##### Ripage
Le pont est construit à côté de sa place définitive où il est ensuite ripé sur coussin d'air.

##### Rotation
Cette technique est très rare. Elle n’aurait été utilisée une dizaine de fois en France, deux fois en Allemagne, une fois en Autriche. La passerelle de Meylan conçue par Michel Placidi construite en Isère en 1980 en est un bel exemple.